# Comtat de Colfax
|  | Per a altres significats, vegeu «Comtat de Colfax (Nou Mèxic)». |

El comtat de Colfax és un comtat de l'estat de Nebraska EUA. En data el cens 2010, la població era 10.515. La seu del comtat és Schuyler. El comtat i la seva seu reben el seu nom de Schuyler Colfax qui fou vicepresident dels Estats Units.
Segons l'Oficina del Cens dels EUA, el comtat té una àrea total de 1.085,2 km², dels quals 1.069,7 km² són terra i 5 milles quadrades (1,30%) era aigua.  Colfax limita amb els comtats de Dodge (est), Butler (sud), Platte (oest), Stanton (nord) i Cuming (nord-est). El comtat de Colfax és format per les ciutats de Clarkson i Howells i les viles de Leigh, Richland, Rogers i Schuyler, que és la seu del comtat.

## Demografia
Segons el cens de 2000 , hi havia 10.441 persones, 3.682 cases, i 2.592 famílies que residien al comtat. La densitat de població era de 25 habitants per milla quadrada (10/km²). Hi havia 4.088 habitatges amb una densitat mitjana de 10 habitants per milla quadrada (4/km²). El perfil racial del comtat era 81,73% blancs, 0,07% negre o afroamericà, un 0,19% natius americans, un 0,20% d'asiàtics, un 0,14% illencs pacífics, i un 15,94% d'altres races, i un 1,73% a partir de dues o més races. El 26,17% de la població eren hispans o llatins de qualsevol raça. El 28,8% eren d'ascendència alemanya i un 24,2% txeca segons el cens del 2000.
Hi havia 3.682 habitatges dels quals un 35,60% tenien menors de 18 que vivint-hi, un 58,90% tenia parelles casades vivint juntes, un 7,10% tenien un cap de família femení solter i 29,60% no eren unitats familiars. 25,70% de totes les cases eren formades per un sol individu i un 15,40% tenien alguna persona anciana de 65 anys o més. El nombre mitjà de cada habitatge era de 2,80 i el nombre mitjà de la família era 3,31.
Al comtat la població es repartia per edats de 28,90% tenia menys de 18 anys, 8,50% entre 18 i 24, un 27,90% de 25 a 44, el 18,70% de 45 a 64, i 16,00% eren majors de 65 anys o més. La mitjana d'edat era de 35 anys. Per cada 100 dones hi havia 106,40 homes. Per cada 100 dones majors de 18 anys, havia 105,70 homes.
La renda mediana per habitatge al comtat era $ 35.849, i la renda mitjana per família era de 40.936 $. Els homes tenien una renda mediana de 25.656 $ contra 20.485 $ per a les dones. L'ingrés per capita per al comtat era de 15.148 $. Aproximadament un 7,20% de les famílies i 10,80% de la població estaven per davall del llindar de la pobresa, incloent un 13,80% dels quals eren menors de 18 anys i un 7,90% de majors de 65 anys per sota del llindar de pobresa.